# كلوديوس ويبر
كلوديوس ويبر (بالألمانية: Claudius Weber)‏ هو لاعب كرة قدم ألماني، ولد في 15 أبريل 1978 في أوبولي في بولندا. لعب مع فيهين فيسبادن وماينتس 05.

## وصلات خارجية
- كلوديوس ويبر على موقع قاعدة بيانات كرة القدم.إي يو (الإنجليزية)
- كلوديوس ويبر على موقع بيانات كرة القدم. دي إي (الألمانية)
- كلوديوس ويبر على موقع عالم كرة القدم.نت (الإنجليزية)